# Sadr
Sadr (Gamma del Cigne / γ Cygni) és el segon estel més brillant de la constel·lació del Cigne després de Deneb (α Cygni). Situada al centre de l'asterisme de la Creu del Nord, la seva magnitud aparent és de +2,23. El seu nom prové de la paraula  àrab صدر Sadr, "pit", paraula que dona nom a l'estrella Schedar (α Cassiopeiae). Es troba a uns 1500 anys llum de distància de la Terra.
Sadr és una estrella supergegant groga de tipus espectral F8 Ib, aproximadament 65.000 vegades més lluminosa que el Sol, la temperatura superficial és de 6500 K. D'acord amb la seva brillantor i temperatura, es pot estimar que en el moment del seu naixement la seva massa era unes 12 vegades més gran que la massa solar, la qual cosa la situa en el límit d'acabar els seus dies com una supernova. Al diagrama de Hertzsprung-Russell està situada prop de la regió on les estrelles es tornen inestables i comencen a  prémer, variant en brillant. Encara que no és una estrella clarament  variable, sembla prémer en una forma complexa amb un cicle de 74 dies.
Visualment localitzada en una complexa regió de la Via Làctia, apareix envoltada per la nebulosa d'emissió difusa IC 1.318, il·luminada per estrelles joves i calentes. No obstant això, Sadr no forma part de la nebulosa, ja que està a mig camí entre aquesta i la Terra, sent una estrella en primer pla. El cúmul obert NGC 6910, en el mateix camp visual, també es troba molt més distant.